# (14537) Týn nad Vltavou
(14537) Týn nad Vltavou – planetoida z pasa głównego asteroid okrążająca Słońce w ciągu 4 lat i 19 dni w średniej odległości 2,54 j.a. Została odkryta 10 września 1997 roku w Obserwatorium Kleť w pobliżu Czeskich Budziejowic przez Miloša Tichego i Zdenka Moravca. Nazwa planetoidy pochodzi od czeskiego miasta Týn nad Vltavou. Przed jej nadaniem planetoida nosiła oznaczenie tymczasowe (14537) 1997 RL7.